# 一瀬貴之
一瀬 貴之（いちのせ たかゆき、Takayuki Ichinose、1990年〈平成2年〉7月7日 - ）は、日本のミュージシャン、ギタリスト、作詞家、作曲家、編曲家。MOSHIMOのギター・コーラス担当。株式会社Noisy及び、株式会社Noisy Labの代表取締役社長も務める。

## 来歴

### CHEESE CAKE結成前からバンド改名まで
同じ小・中学校に通っていた同級生の岩淵紗貴らと共に、2006年にMOSHIMOの前身となるバンドCHEESE CAKEを結成。閃光ライオットで準グランプリを受賞するなどした後、2013年2月27日に「哀しみのブランコ」をリリースし、ソニー・ミュージックエンタテインメント内のSME Recordsからメジャーデビュー。
2015年にバンドからメンバー2人が脱退し、レーベルを退所。同年4月2日に新メンバー加入と、バンド名をMOSHIMOに改名し活動することを発表した。

### MOSHIMO改名後
2016年、Lastrumからシングル「猫かぶる」をリリースし、再びインディーズデビュー。
2017年4月29日公開の映画『マスタード・チョコレート』で劇中歌を担当し、本人役で出演した。
2020年、個人事務所兼レーベル「Noisy」を設立、自主レーベルからアルバム『噛む』をリリース。
2021年8月4日、フルアルバム『化かし愛』をリリースし、日本コロムビアから再びメジャーデビュー。

## 人物
バンドでは、結成初期から岩淵と共に作詞作曲を行っている。
アニメソングアーティストオーイシマサヨシと、ネット配信者加藤純一とは、かつて2人がMCを務めていた番組『ニコ生☆音楽王』で共演した縁で仲が良く、メンバーの岩淵が準レギュラーとして出演している縁で、後継番組『オーイシ×加藤のピザラジオ』にもゲスト出演を果たしている。
2021年には、岩淵と共にブランド「easy as pie」を立ち上げた。

## 楽曲提供
| アーティスト       | 曲名                                                 | 収録作品             | 年     | 備考                                           |
| ------------------ | ---------------------------------------------------- | -------------------- | ------ | ---------------------------------------------- |
| 酒村ゆっけ、       | アルコールは魔法だね                                 | アルコールは魔法だね | 2021年 | 作詞監修・作曲（作曲は、岩淵紗貴と共作）       |
| 酒村ゆっけ、       | サケノミクス                                         | アルコールは魔法だね | 2021年 | 作詞監修・作曲（作曲は、岩淵紗貴と共作）       |
| 田所あずさ         | 死神とロマンス                                       | Waver                | 2021年 | 作詞・作曲（作曲は、岩淵紗貴と共作）           |
| 田所あずさ         | 徒然恋愛サバイバー                                   | Waver                | 2021年 | 作詞・作曲（作曲は、岩淵紗貴と共作）           |
| 田村ゆかり         | Pandora&Chimera                                      | あいことば。         | 2021年 | 作曲（pw.a、岩淵紗貴と共作）                   |
| 山崎育三郎         | 僕のヒロインになってくれませんか? feat.3時のヒロイン | 誰が為               | 2021年 | 作詞・作曲（作詞作曲は、岩淵紗貴と共作）       |
| SOL                | エキセントリックランデブー                           |                      | 2021年 | 作詞・作曲（作詞作曲は、岩淵紗貴と共作）       |
| キングサリ         | Life hack キラーチューン                             |                      | 2022年 | 作詞・作曲・編曲（作詞作曲は、岩淵紗貴と共作） |
| パピプペポは難しい | パピプペポイズンLOVE中毒                             |                      | 2022年 | 作詞・作曲（作詞作曲は、一瀬貴之と共作）       |

## 監督を務めたミュージックビデオ
MOSHIMO
- 「ヤダヤダ」「Yankee」「いいじゃん」「美女と野獣の逆はないよね」「浮気をするならバレずにやれよ」「誓いのキス、タバコの匂い」「シンクロ」「バンドマン」「Holy Night」「倦怠期」

パーカーズ
- 「こんな夏がいい」

## 出演

### 映画
- マスタード・チョコレート（2017年4月29日公開) - 一瀬貴之役[9]